# Centerview (Missouri)
Centerview – miasto w Stanach Zjednoczonych, w stanie Missouri, w hrabstwie Johnson.